# صاریغ لوترین
 صاریغ لوترین (نام علمی: Lutreolina crassicaudata) نام یک گونه از تیره صاریغ است.